# 투언안 전투
투언안 전투(프랑스어: Battle of Thuận An, 1883년 8월 20일)는 프랑스의 통킹 원정 초기에 벌어진 베트남과의 충돌이었다. 이 전투 중에 아메데 쿠르베 제독의 지휘하에 있는 프랑스 상륙 부대가 베트남 수도 후에로 접근하는 강을 지키는 해안 요새를 습격했다. 프랑스는 통킹을 프랑스 보호령으로 인정한 〈후에 조약〉을 맺도록 압박했다. 1883년 8월, 파리에 있는 쥘 페리 행정부는 프랑스가 베트남을 공격하는 것을 승인했다. 이로써 프랑스와 중국 간의 전쟁을 피하기 어려웠고, 1885년 7월 베트남의 껀브엉 봉기의 씨앗을 심었다.

## 배경

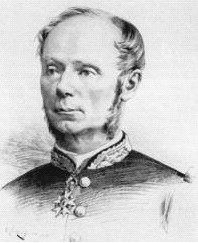
아메데 쿠르베 제독 (1827–85)

1883년 7월 30일, 하이퐁에서 통킹의 쿠르베 제독, 부에 장군, 프랑스 민간 대사인 쥘 아르망이 만나 전쟁위원회를 열었다. 회의에서는 후에 조정이 유영복의 흑기군을 은밀히 원조하고 있으며, 베트남의 총사령관 호앙께비엠 왕자가 남딘에서 공공연하게 프랑스군과 전쟁을 벌이고 있다는 말이 나왔다. 세 사람은 부에가 다이강의 푸화이 주변에서 진을 치고 있는 흑기군을 가능한 빨리 공격해야 한다는 데 동의했다. 그들은 또한 (대부분 아르망의 재촉이지만) 프랑스 정부에게 후에 조정에 대한 최후통첩을 할 것을 요구했다. 베트남이 통킹에 대한 프랑스 보호령을 수용하던가 아니면, 즉각적인 공격을 당하던가를 결정하게 해야 한다고 주장했다. 쥘 페리 행정부는 처음에는 후에에 대한 공격을 주저했다. 청나라를 자극할 우려가 있다고 두려워했던 것이다. 그러나 청나라 주재 대사인 아르투르 트리쿠(Arthur Tricou)는 청나라가 프랑스의 강경 행위를 묵인할 수 밖에 없을 것이라고 설득했다.
8월 11일, 샤를 브룅 해군 장관은 후에의 베트남 조정을 강압한다는 아르망과 쿠르베의 제안을 승인했다. 원정대의 목표는 상륙군을 상륙시켜 투언안 방어진을 점령하는 것이었다. 쿠르베가 통킹 연안 해군 사단의 전함으로 예비 포격을 한 뒤 향강 입구를 확보할 계획이었다. 통킹 원정 군단이 흑기군에 대한 부에의 공격 계획을 완전히 수행할 것이기 때문에, 코친차이나에서 프랑스 수비병을 차출해 후에 근처에 상륙할 것을 합의했다. 8월 16일, 쿠르베는 기함인 바야르를 타고 알롱만을 떠났다. 같은 날 향강 입구에 정박하여, 투언안 방어진을 정찰했다. 한편, 통킹 연안 해군 사단의 강력한 선단은 투란만에 집결해 있었다. 후에에 강습을 위한 쿠르베의 해군은 철갑함 바야르(Bayard)와 아탈란테(Atalante), 순양함 샤또르노(Châteaurenault), 포함 랑스(Lynx)와 비페르(Vipère) 그리고 수송선 드락(Drac)으로 구성되었다. 이 부대는 사이공에서 출항한 수송선 안나미테(Annamite)와 합류할 예정이었다. 병력은 600명의 해병대 보병과 100명의 코친차이나 소총병과 해병 포병으로 구성되어 있었다.

## 해군 포격

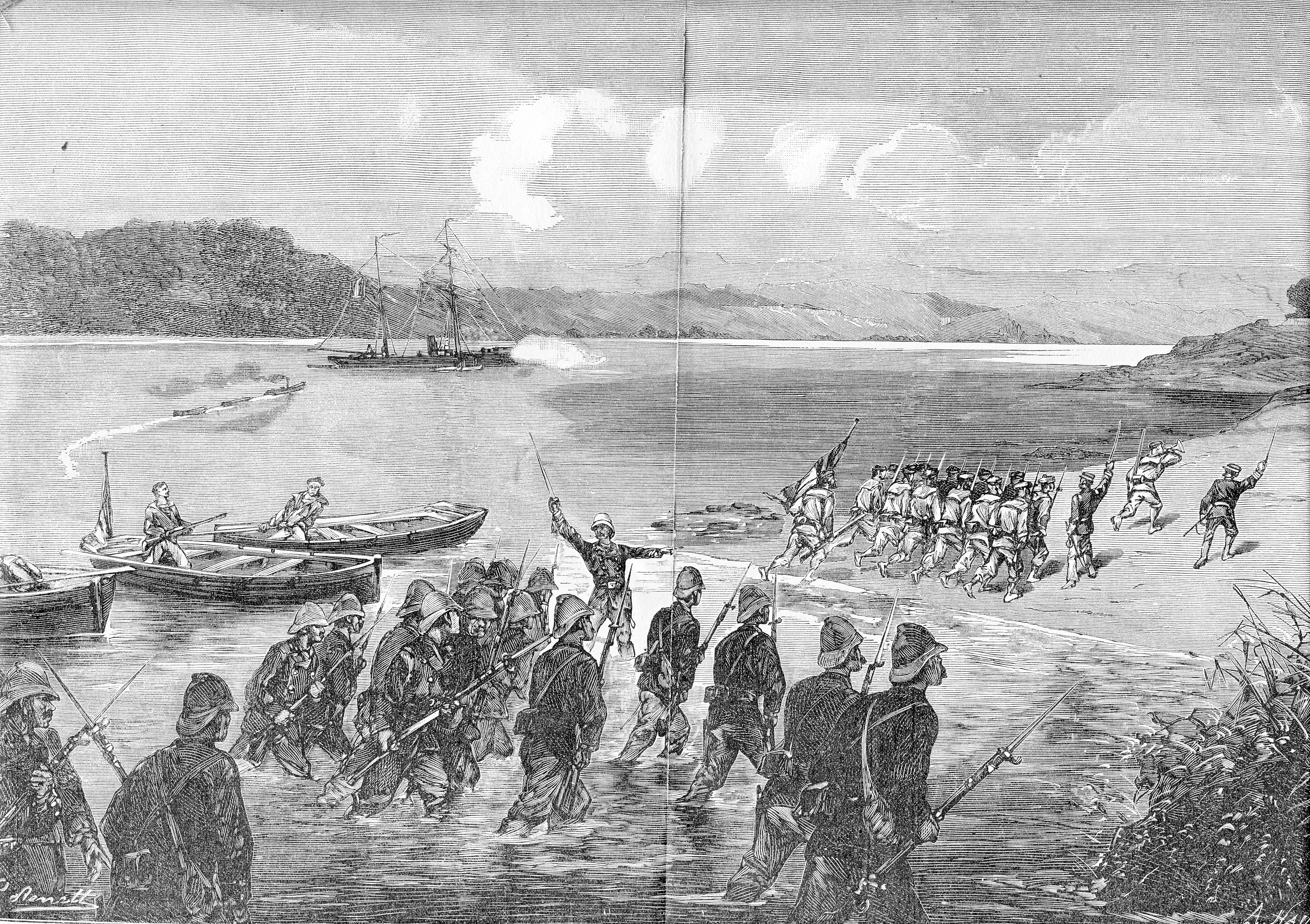
투언안 해안의 프랑스 선원과 해병대, 1883년 8월 20일

8월 16일 저녁, 쿠르베는 바야르를 타고 투란만(다낭만)으로 돌아왔다. 8월 18일, 투언안 방어진에 대한 공격 명령을 내렸다. 8월 17일, 프랑스군은 공격에 대비해 훈련을 했다. 프랑스 해군 사단은 8월 18일 오전 8시에 투란을 떠나 바야르(Bayard)를 선봉으로 한 전투를 벌였고, 오후 2시경 후에강 입구에서 정박했다. 선단은 임박한 공격을 위해 포진을 했다. 바야르(Bayard)는 남쪽 요새와 2,000m 떨어진 대형 북부 요새를 포격하기 위해 강 입구에 포진을 했다. 샤또르노(Châteaurenault)는 동쪽으로 조금 치우쳐 있었고, 남쪽 요새만 공격하는 임무를 받았다. 바야르 서쪽에 자리잡은 아탈란테(Atalante)는 대형 북부 요새를 공격하는 임무를 맡았고, 프랑스 전열의 서쪽 측면에 정박한 드락(Drac)은 적들의 진지 끝에서 작은 요새를 차지할 예정이었다. 아탈란테와 드락 사이에 포진한 포함 랑스(Lynx)와 비페르(Vipère)는 근접 이동해서 상륙을 엄호하는 역할을 맡았다. 안남 소총병들은 뒤쪽으로 배치되었다.
베트남 조정은 협상을 시도했고, 논의는 오후내내 진행되었다. 쿠르베는 2시간 이내 투언안 요새를 넘기라고 최후통첩을 했다. 이 최후통첩은 베트남 특사에 의해 요새 사령관에게 전달되었으나, 그는 답변을 거부했다.
8월 18일 오후 5시 40분, 해군 사단의 배는 각 돛대 끝에 프랑스 국기를 내걸었다. 바야르가 포격을 시작했고, 전체 사단이 즉시 잇달아 포격했다. 코친차이나에서 가져온 경프리깃 알루에트(Alouette)는 교전이 시작되기 직전에 사단에 합류했으며, 쿠르베는 포격을 시작하기 전에 새로운 명령이 없다는 것을 확인했다. 대포가 더 많았던 베트남의 수비병들이 응전을 했지만, 구형 대포의 사거리는 프랑스 함선에 미치지 못했다. 포격은 너무 어두워져 발사 효율이 떨어질 때까지 한 시간 이상 지속되었다. 포격은 오후 7시에 멈추었고, 프랑스 함선은 적의 야습에 대비해 강력한 전기 탐조등을 켜고 요새와 투언안 고개와 정박지 주변의 바다를 비추었다.
8월 19일 새벽에 상륙 명령이 내려졌다. 병사들은 일찍 잠자리에 들었고, 새벽 4시 15에 취침 북이 울리며, 상륙 중대의 장교들과 선원들은 배를 조종할 준비를 했다. 그러나 새벽이 되기 직전에 쿠르베는 마음을 바꾸고 상륙을 취소했다. 바다는 매우 거칠었고, 전날의 포격으로도 충분한 피해를 입지 않았다고 생각했을 지도 몰랐다. 새벽에 프랑스군은 포격을 재개했다. 놀랍게도 베트남군은 잘 조율된 포탄으로 응전을 했다. 그들은 어둠을 이용하여 더 긴 사거리를 가진 소총을 가져왔다. 프랑스 해군 사단은 곧 이런 소총들을 침묵시킬 수 있었지만 사소한 피격을 많이 당했다. 비페르와 철갑함 바야르는 이러한 교전 중에 여러 번 피격을 당했지만, 심하게 손상되지는 않았다.

## 투언안 방어진 강습

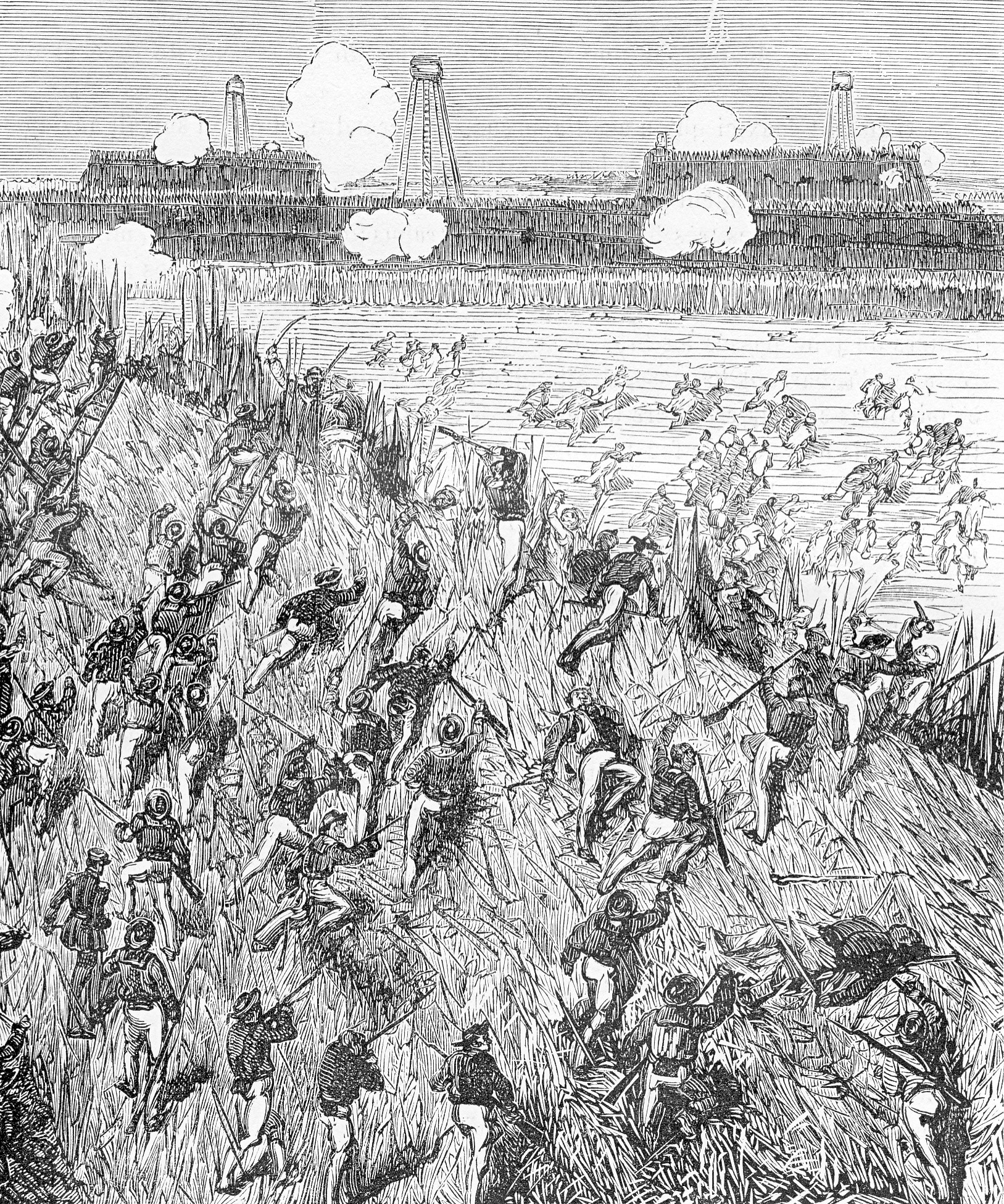
투언안 요새 공격, 1883년 8월 20일

8월 20일, 잔잔한 바다에 해가 떴다. 오전 5시 30분에 쿠르베는 즉시 상륙을 하기로 결정했다. 바야르의 파라용 선장이 지휘하는 1천 명 이상의 병력(해병대 보병 2개 중대, 코친차이나 소총병과 바야르, 아탈란떼 및 샤또르노의 상륙 중대)으로 상륙하여, 북쪽 요새를 점령한다는 계획이었다.
상륙은 두 단계로 진행되었다. 오전 5시 45분, 파라용(Parrayon) 대위의 지휘로 상륙할 3척의 중대 병력과 해병대 2개 보병 중대로 구성된 병력이 대형보트에 올라타고 해안을 향해 천천히 이동했다. 30분 후, 이 상륙부대는 베트남 방어진 앞의 모래 언덕에 내려 내렸다. 해변이 내려다 보이는 참호를 파고 들어가 있던 베트남군은 공격자들에게 폭죽을 던지기 시작했다. 해상에서 정박해 있던 랑스와 비페르는 대포와 소총으로 대응했고, 반면, 프랑스 상륙군은 리볼빙 호치키스 포를 발사했다. 이들의 엄호를 받아, 상륙 중대는 해변에서 천천히 앞으로 나아갈 수 있었다.

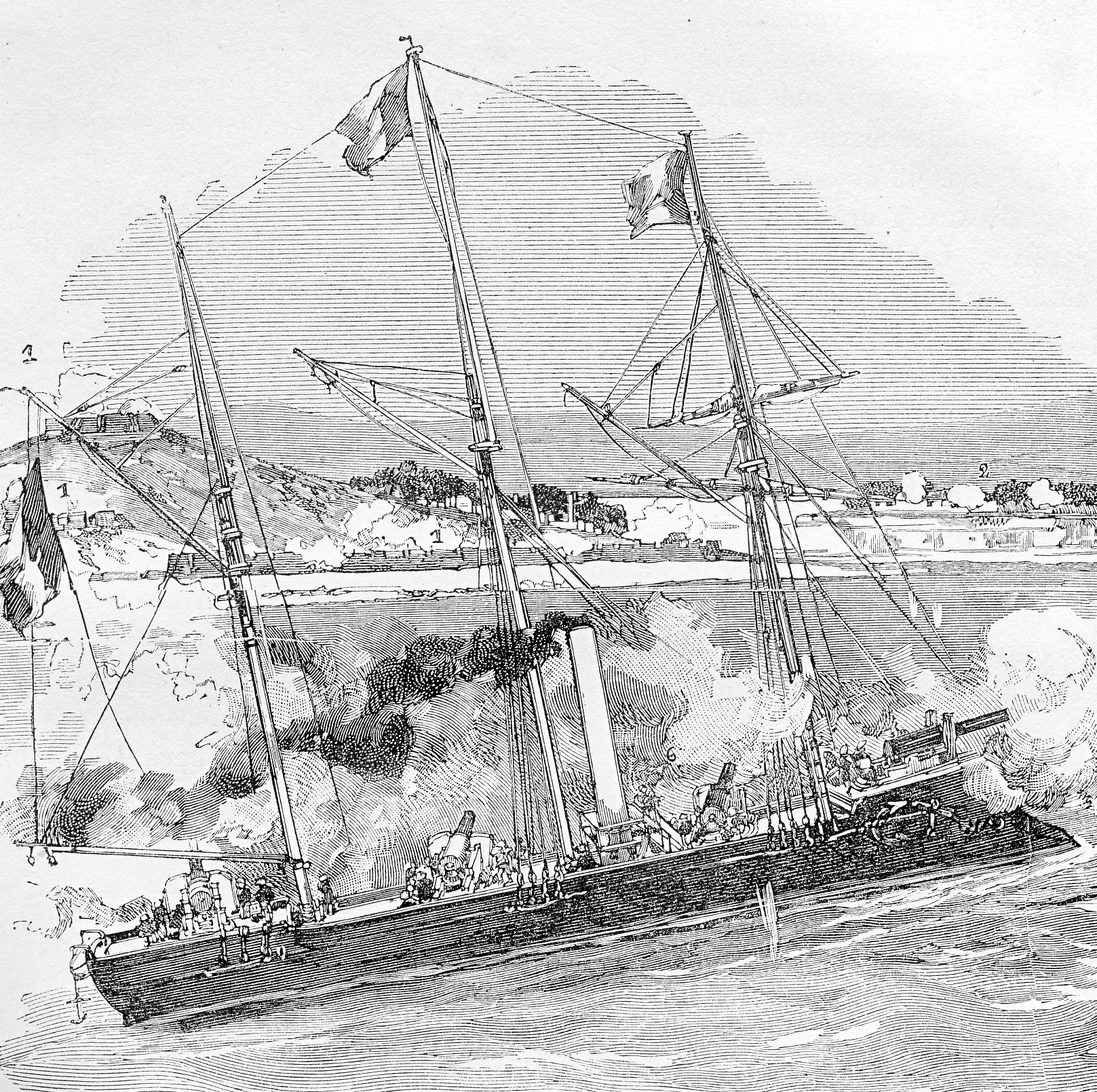
투언안 방어선을 무력화시키는 포함 비페르, 20 August 1883년 8월 20일

올리비에리(Olivieri) 중위가 이끄는 선봉대는 해안 방어선을 넘어가서, 침략자들과 맞서기 위해 참호에 남겨둔 한 무리의 베트남군과 교전을 벌였다. 베트남군은 빠르게 진압당했다. 동시에 아탈란테 상륙 중대는 포엘루(Poidloue) 함장의 지휘로 지원을 받으며, 강을 통제하는 대포의 포대를 점령했다. 이 조치로 인해 파라용은 마을과 북부 요새를 공격할 수 있었으며, 그는 총 한 발 쏘지 않고 그 임무를 수행했다. 한편 프랑스군은 다소 어려움을 겪고 있었지만, 65mm 루체 대포를 모래 언덕 위에 내려서, 상륙을 지원했다. 베트남군들은 조금씩 물러나다가, 결국 퇴각하면서 마을을 불태웠다. 해군 사단의 배들은 작전 내내 계속 포격을 지원하여 진격로를 닦은 상륙군의 앞에 포탄을 쏘았다.

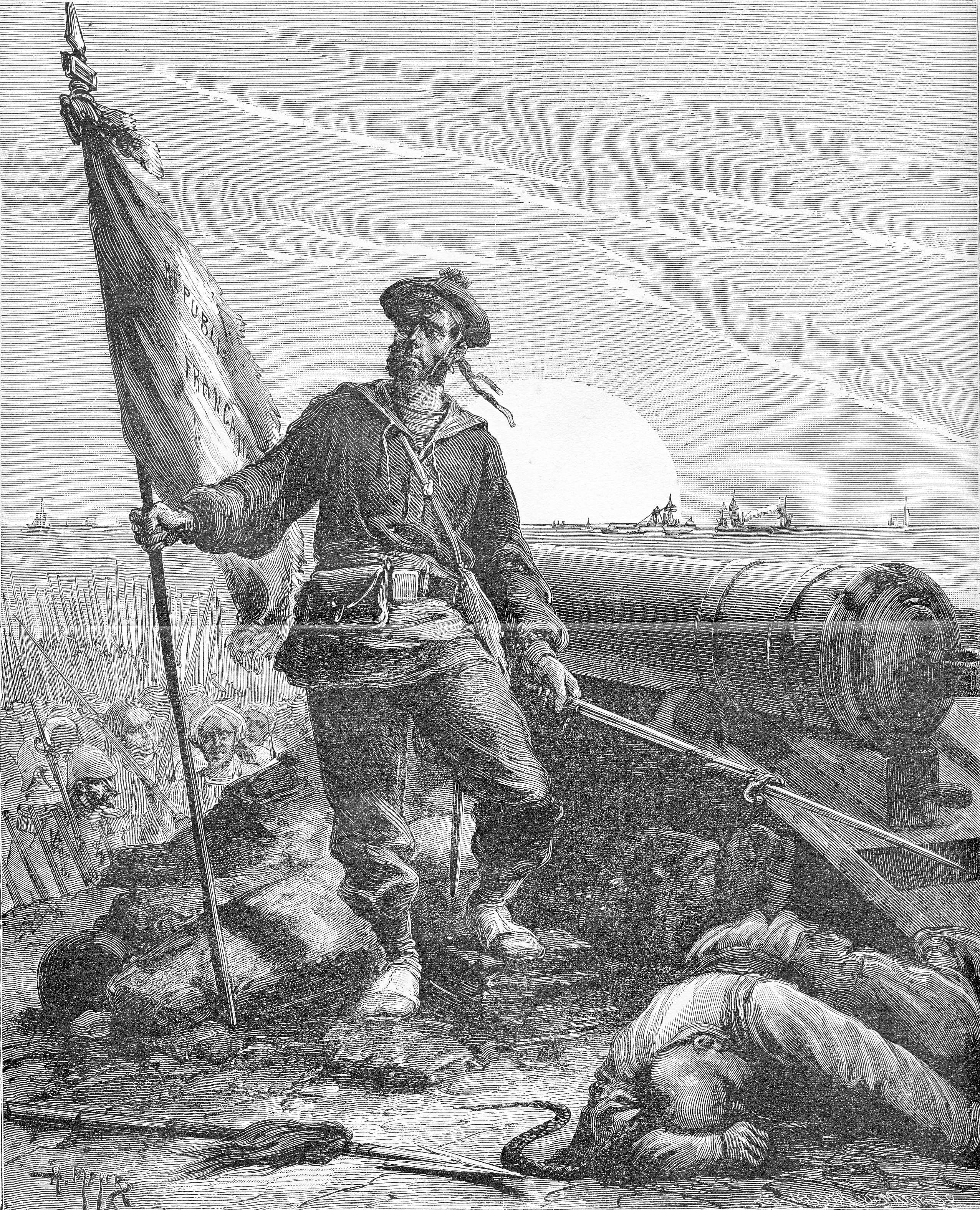
투언안 함락, 1883년 8월 20일

오전 8시, 소린 대위는 대규모의 해병대 보병을 이끌고 상륙하여 본 요새 앞의 1분대와 연계했다. 약 1시간 정도의 교전 이후에, 파라용 대위와의 올리비에리 중위, 팔마 구르동 함장(이후 석포만 전투에서도 명성을 얻음)은 요새에 들어간 최초의 프랑스군들 중 하나가 되었다. 오전 9시 직후, 성채의 깃대 위로 프랑스 국기가 세워졌고, 해군 사단의 모든 병력들이 환호성을 질렀다.
아침 나절에 벌어진 전투 중에 프랑스는 북쪽 요새를 점령했다. 그러나 남쪽 요새는 여전히 베트남군 손에 남아 있었다. 오후에, 남쪽 요새 공략을 준비하기 위해 포함 랑스와 비페르는 대담하게 강 장벽을 넘어갔다. 요새의 대포도 지지 않고 그들을 노렸고, 두 척의 포함도 응사를 했다. 바다에서는 바야르와 샤또르노가 경쟁하듯 대포를 쏘았다. 이 대포 싸움의 승자는 프랑스군이었다. 요새의 포격이 헐거워졌다. 8월 21일 아침, 이 사단의 상륙 보트가 남쪽 요새 맞은 편 해변에 강력한 프랑스 부대를 상륙하여 필요한 경우 공격할 준비를 했다. 그러나 그럴 필요는 없어졌다. 요새와 이웃 마을은 완전히 비어있었다. 안남군은 마지막 방어 병력을 퇴각시켰고, 이제 프랑스군이 향수강을 따라 후에까지 항해하는 것을 막을 수 있는 것은 아무것도 없었다.
포격과 그 후의 상륙으로 인한 베트남군의 손실은 무려 2,500명이 사망하거나 부상을 입었을 것으로 추정된다. 반대로 프랑스군 사상자는 거의 나지 않았으며, 12명만이 부상을 입었을 뿐이었다. 그 다음날 쿠르베는 병사들의 성공을 축하하며, 랑스와 비페르의 장교와 승무원 중에서 특별포상 대상자를 선발했다.

## 후에 조약
프랑스가 투언안 요새를 점령했다는 소식은 베트남 조정에 위압감을 가져다 주었다. 프랑스와 정전은 신속하게 합의되었다. 아르망은 안남과 통킹을 프랑스 보호령으로 즉각 수용하지 않으면 베트남 조정을 절멸시키겠다고 위협했다. 1883년 8월 25일, 프랑스의 무력시위에 겁먹은 베트남 조정은 후에 조약에 서명했다.

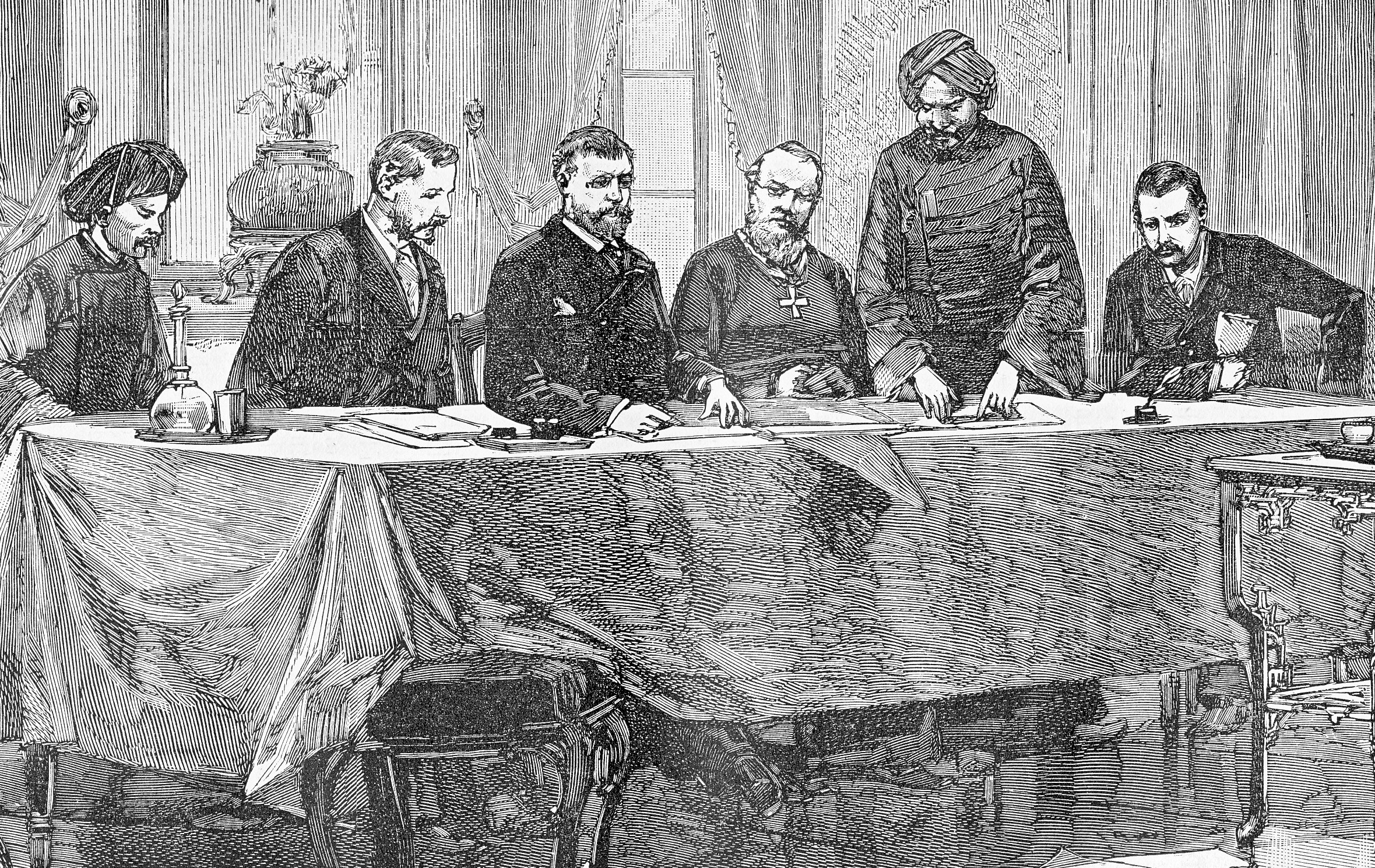
후에 조약 서명, 1883년 8월 25일

프랑스는 1883년에 체결한 후에 조약으로 베트남으로부터 원하는 모든 것을 얻어냈다. 베트남은 프랑스가 점령한 코친차이나의 정당성을 인정해야 했고, 안남과 통킹을 프랑스 보호령으로 수용하여 통킹에서 군대를 철수하기로 약속했다. 베트남 왕실과 조정은 살아남았지만, 프랑스의 지시를 받아야 했다. 프랑스는 후에에 상주 총독을 주둔시킬 수 있는 특권을 받았다. 총독은 통킹에서 민간 총고등판무관으로 일할 것이며, 베트남 왕과 독대를 요구할 수 있었다. 이것은 베트남이 이전에는 결코 할 수 없었던 양보였다. 재고의 여지를 없애기 위해, 프랑스의 상설 수비대가 투언안 요새에 주둔했다. 또한 안남에서 코친차이나와 통킹으로 넓은 영토가 이전되었다. 프랑스는 국채를 탕감해 주었지만, 그 댓가로 빈투언 남부 지방의 할양을 요구했으며, 그 지역은 프랑스 코친차이나 식민지에 병합되었다. 동시에 응에안, 타인호아 및 하띤의 북부 지방이 통킹으로 양도되어 프랑스의 직접적인 통치를 받게 되었다. 그 대가로 프랑스는 통킹에서 흑기군을 몰아내고 홍강에서 상업적 자유를 보장하기로 약속했다. 프랑스는 어쨌든 두 가지 모두를 할 계획이었기 때문에 양보한 것이 거의 없었다.

## 통지문
쿠르베는 투언안에서 승리를 기념하기 위해 선원들과 군인들에게 다음과 같은 통지문을 보냈다.
| “ | 귀관들은 용감하게 싸웠다. 귀관들은 프랑스가 기대하는 애국심을 다시 한번 보여주었다. 안남 왕은 휴전을 요청했으며, 민간 총고등판무관은 협상을 위해 후에로 갔다. 몇 일 후에 귀관들은 극동에서 프랑스의 이름에 새로운 명망을 부여받을 것이다. 이것이 우리의 승리에 대한 첫 열매인 것이다. 프랑스 모두가 귀관들에게 박수를 보낸다! | ” |

## 참고자료
- Armengaud, J. L., Lang-Son: journal des opérations qui ont précédé et suivi la prise de cette citadel (Paris, 1901)
- Duboc, E., Trente cinq mois de campagne en Chine, au Tonkin (Paris, 1899)
- Dukay, P., Les héros de Tuyen-Quan (Paris, 1933)
- Fourniau, C., Annam–Tonkin 1885–1896: lettrés et paysans vietnamiens face à la conquête coloniale (Paris, 1989)
- Huard, La guerre du Tonkin (Paris, 1887)
- Huguet, L., En colonne: souvenirs de l'Extrême-Orient (Paris, 1888)
- Lecomte, J., Lang-Son: combats, retraite et négociations (Paris, 1895)
- Loir, M., L'escadre de l'amiral Courbet (Paris, 1886)
- Lung Chang [龍章], Yueh-nan yu Chung-fa chan-cheng [越南與中法戰爭, Vietnam and the Sino-French War] (Taipei, 1993)
- Thomazi, A., Histoire militaire de l'Indochine française (Hanoi, 1931)
- Thomazi, A., La conquête de l'Indochine (Paris, 1934)